# José Vergés Matas
José Vergés Matas (Palafrugell, Gerona, 1910 - Barcelona, 2001) fue un editor español, el principal de la industria editorial barcelonesa durante el franquismo.

## Biografía
Al comienzo de la guerra civil española huyó amenazado de muerte por los anarquistas de Palafrugell, zona republicana, a Londres y regresó a España para incorporarse a la zona sublevada, donde escribió en la revista Destino en Burgos cuya cabecera compró junto al novelista Ignacio Agustí y el conde de Godó para editarla en Barcelona como una revista liberal de la posguerra en Barcelona, hasta que el banquero Jordi Pujol la adquirió en 1975. 
En 1942 cofundó con el poeta Joan Teixidor Ediciones Destino, que dirigió hasta 1989. Allí publicó la obra completa de Josep Pla, y promovió los premios Nadal y Josep Pla. Entre otros autores, editó a Miguel Delibes, Camilo José Cela, Álvaro Cunqueiro, Juan Goytisolo, Carmen Martín Gaite, Ana María Matute, Rafael Sánchez Ferlosio, Ramón J. Sender, Carmen Laforet y Dionisio Ridruejo, además de autores extranjeros, como George Orwell.
En 1997 fue homenajeado en el Motel Empordà de Figueres durante el Any Pla ("año Pla", por el centenario del autor), y galardonado con la Gran Cruz de Alfonso X el Sabio. El mismo año recibió el premio Quadern de les idees, les arts i les lletres ("Cuaderno de las ideas, la artes y las letras") otorgado por la Fundació Amics de les Arts i de les Lletres de Sabadell ("fundación amigos de las artes y de las letras de Sabadell").
En 2007 se publicó su biografía, basada en la correspondencia con su hijo Josep C. Vergés, exiliado en Cambridge. La Biblioteca de Catalunya conserva su archivo personal.